# Predestinace
Predestinace je náboženský pojem, který zahrnuje vztah mezi Bohem a jeho stvořením. Náboženský charakter tohoto pojmu ho odlišuje od jiných myšlenek – například determinismu. Ti, kdo uznávají predestinaci, jako například reformátor Jan Kalvín, věří, že ještě před stvořením Bůh určil osud vesmíru pro všechen čas a prostor.
Ve středověku byla otázka o vztahu předurčení a církve předmětem mnoha sporů.
Otázkou predestinace se zabýval mimo jiné také křesťanský filozof sv. Augustin; je známý jeho výrok „posse non peccare, non posse non peccare, non posse peccare“ (česky „moci nehřešit, nemoci nehřešit, nemoci hřešit“).
Adam s Evou mohli nehřešit, ale zhřešili; tím uvrhli na lidstvo věčný hřích a lidé nemohou nehřešit. Ti vyvolení (předurčení), kteří dosáhnou věčného života, nebudou moci hřešit. Protože však člověk stejně neví, jestli je předurčen ke spáse či k zatracení, musí žít co nejlépe.